# Holubivka, Jmerînka
Holubivka (în ucraineană Голубівка) este un sat în comuna Severînivka din raionul Jmerînka, regiunea Vinnița, Ucraina.

## Demografie
Componența lingvistică a localității Holubivka
     Ucraineană (100%)
Conform recensământului din 2001, toată populația localității Holubivka era vorbitoare de ucraineană (100%).